# Dunscore Parish Church

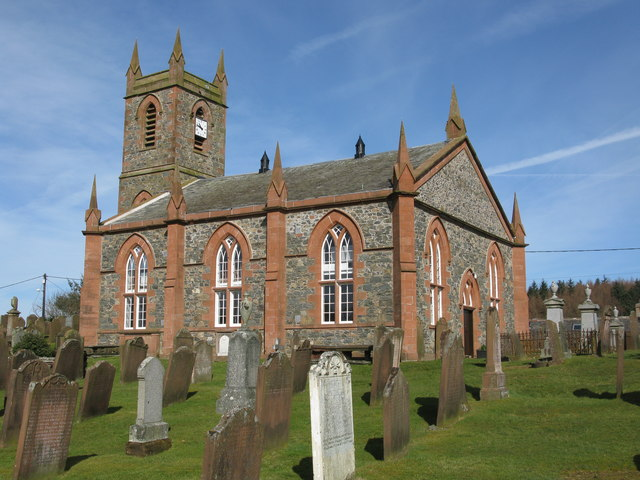
Dunscore Parish Church

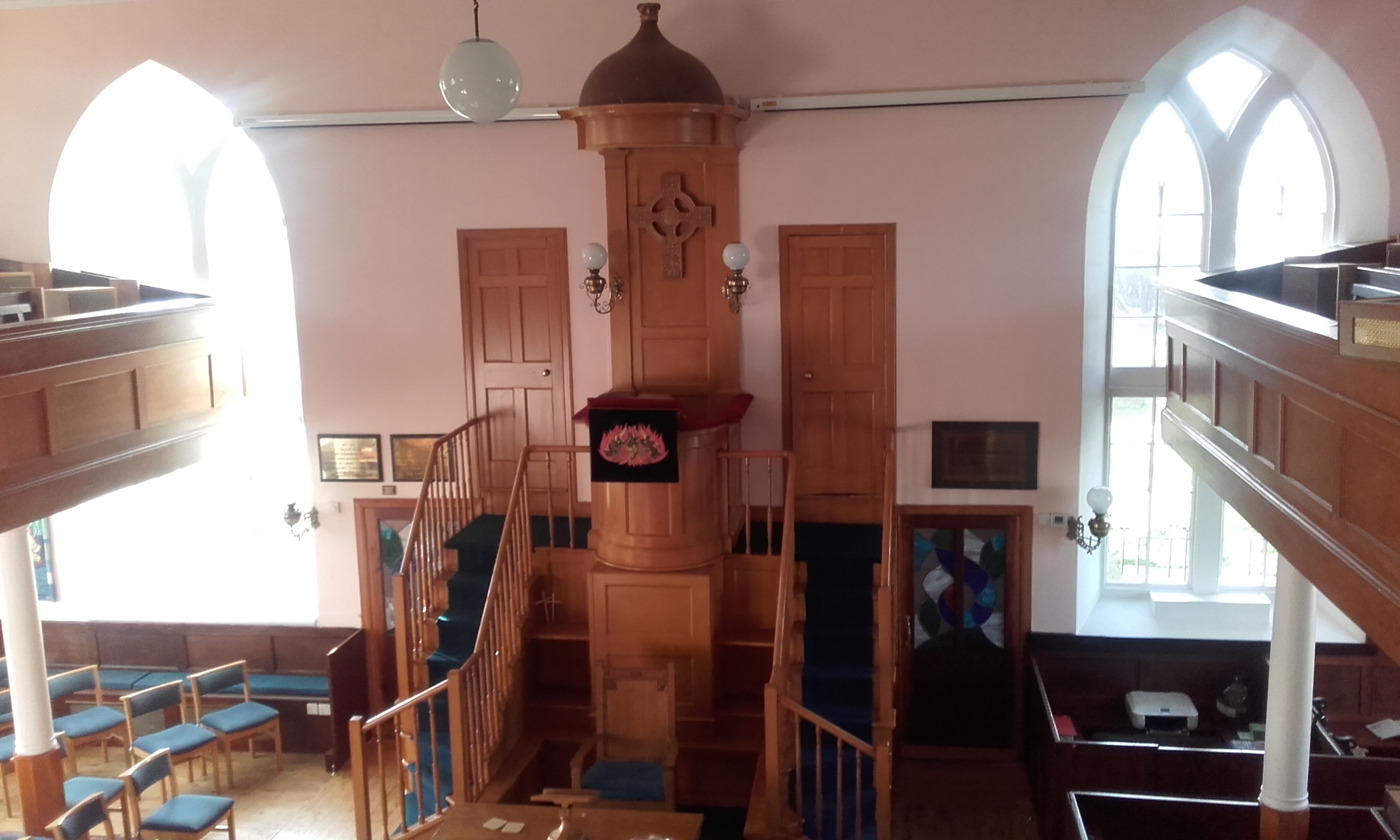
Blick in den Innenraum

Die Dunscore Parish Church ist ein Kirchengebäude der presbyterianischen Church of Scotland in dem schottischen Weiler Dunscore in der Council Area Dumfries and Galloway. 1971 wurde das Bauwerk in die schottischen Denkmallisten in der höchsten Denkmalkategorie A aufgenommen.

## Geschichte
Die früheste Erwähnung einer Kirche in dieser Gegend geht auf das Jahr 1257 zurück. Die heute als Dunscore Old Church bezeichnete Pfarrkirche stand jedoch rund sechs Kilometer östlich. 1649 wandte sich die Gemeinde mit einem Brief an das schottische Parlament. Da die alte Pfarrkirche baufällig geworden war und man damit die Sicherheit der Kirchgänger gefährdet sah, bat man um einen Kirchenneubau. Auf Grund der zur Versorgung des Parishs ungünstigen geographischen Lage, wurde vorgeschlagen den Neubau am heutigen Standort zu errichten. In der Folgezeit entstand ein Vorgängerbauwerk der heutigen Dunscore Parish Church.
Rund 170 Jahre darauf erwies sich auch der Zustand der neueren Kirche als baufällig, sodass diese zu Beginn der 1820er Jahre abgebrochen und die heutige Dunscore Parish Church 1824 nach einjähriger Bauzeit fertiggestellt wurde. 1960 verschmolzen die Kirchgemeinden von Dunscore, Glencairn und Moniaive. Trotzdem werden weiterhin alle drei Kirchen genutzt.

## Beschreibung
Die Dunscore Parish Church liegt inmitten des umgebenden Friedhofs am Südwestrand von Dunscore. Den Entwurf für das neogotische Gebäude lieferte der Dumfrieser Architekt James Thomson. Dem länglichen Gebäude ist an der Westseite ein dreistöckiger Glockenturm vorgelagert. An dessen Fuß befindet sich das Hauptportal mit einem spitzbögigen Maßwerk als Kämpferfenster. Die schlicht verdachten spitzbögigen Natursteineinfassungen im ersten Obergeschoss sind blind. Offene Spitzbogenfenster sind allseitig im zweiten Obergeschoss verbaut. Gurtgesimse gliedern die Fassade horizontal. Der Turm schließt mit vier in Fialen auslaufenden Ecktürmchen, die über eine schlichte Brüstung miteinander verbunden sind.
Das Mauerwerk des drei Achsen weiten Langhauses besteht aus grob behauenem Bruchstein. Mit schlichten Fialen abschließende Strebepfeiler gliedern die mit Maßwerken aus je zwei Lanzettfenstern gestalteten Fassaden. Sowohl die Pfeiler als auch die Natursteineinfassungen der Fenster sind farblich abgesetzt. Das traufseitig laufende Kranzgesims ist über die Pfeiler fortgeführt. Entlang des ostseitigen Giebels laufen sie als Gurtgesimse weiter. Darunter ist ein weiterer Eingang eingelassen, der ähnlich dem Hauptportal gestaltet ist. Das Gebäude schließt mit einem schiefergedeckten Satteldach.